# Tesserarius
El tesserarius era un soldado del ejército romano, con la categoría de miles principalis, que se encargaba, en cada centuria de una legión o de una unidad auxiliar, de las tareas de seguridad, especialmente de conocer y fijar la tessera o contraseña de cada día. Dependía del centurión de su centuria a través de su lugarteniente, el optio.